# Поні (Іллінойс)
Поні (англ. Pawnee) — селище (англ. village) в США, в окрузі Сенґамон штату Іллінойс. Населення — 2678 осіб (2020).

## Географія
Поні розташоване за координатами 39°35′37″ пн. ш. 89°34′57″ зх. д. / 39.59361° пн. ш. 89.58250° зх. д. (39.593581, -89.582539).  За даними Бюро перепису населення США в 2010 році селище мало площу 3,26 км², уся площа — суходіл.

## Демографія
Згідно з переписом 2010 року, у селищі мешкало 2739 осіб у 1066 домогосподарствах у складі 762 родин. Густота населення становила 839 осіб/км².  Було 1136 помешкань (348/км²).
Расовий склад населення:
| - 96,5 % — білих - 0,4 % — чорних або афроамериканців - 0,2 % — корінних американців - 0,1 % — азіатів |

До двох чи більше рас належало 2,7 %. Частка іспаномовних становила 1,3 % від усіх жителів.
За віковим діапазоном населення розподілялося таким чином: 28,0 % — особи молодші 18 років, 59,3 % — особи у віці 18—64 років, 12,7 % — особи у віці 65 років та старші. Медіана віку мешканця становила 36,7 року. На 100 осіб жіночої статі у селищі припадало 98,5 чоловіків;  на 100 жінок у віці від 18 років та старших — 96,1 чоловіків також старших 18 років.
Середній дохід на одне домашнє господарство  становив 71 440 доларів США (медіана — 60 345), а середній дохід на одну сім'ю — 81 868 доларів (медіана — 72 885). Медіана доходів становила 42 220 доларів для чоловіків та 35 781 долар для жінок. За межею бідності перебувало 7,8 % осіб, у тому числі 10,6 % дітей у віці до 18 років та 4,9 % осіб у віці 65 років та старших.
Цивільне працевлаштоване населення становило 1295 осіб. Основні галузі зайнятості: освіта, охорона здоров'я та соціальна допомога — 21,5 %, роздрібна торгівля — 13,9 %, публічна адміністрація — 11,8 %.